# Wilhelmsfeld
Wilhelmsfeld település Németországban, azon belül Baden-Württembergben. Lakosainak száma 3295 fő (2023. december 31.). Wilhelmsfeld Schönau és Heiligkreuzsteinach községekkel határos.

## Népesség
A település népessége az elmúlt években az alábbi módon változott:
| Lakosok száma | 2002 | 2563 | 2768 | 2807 | 2831 | 3203 | 3305 | 3304 | 3191 | 3295 |
|               | 1961 | 1967 | 1974 | 1980 | 1987 | 1993 | 2000 | 2006 | 2013 | 2023 |